# Ultimando Tour
Es la sexta gira que realizó la banda de heavy metal argentino Almafuerte. Comenzó el 18 de enero de 2003 y terminó el 9 de septiembre de 2006. Se realizó para presentar su sexto disco titulado Ultimando. Comenzaron con varios shows durante el año 2003, la mayoría de ellos en Buenos Aires. Esta gira se destaca por la participación de la banda en dos festivales seguidos en ese año, realizados en Baradero y en el playón del estadio de River. En ese año siguieron recorriendo el país hasta llegar a la presentación oficial de este disco en el estadio Obras el 27 de diciembre de 2003. Luego de ese colosal concierto, la banda siguió recorriendo la Argentina, hasta llegar por primera vez a Chile, seguir recorriendo el país y tocar en Cromañón, donde meses después, es decir en diciembre de 2004, ocurriría la peor masacre de la historia. En 2005 dieron una enorme cantidad de conciertos, hasta terminar esta gira y lanzar su séptimo disco, que se llama Toro y pampa.

## Lanzamiento del disco y gira

### 2003
El 18 de enero, la banda comienza su octavo año de trayectoria tocando en El Teatro, como antesala del lanzamiento de su sexto álbum de estudio. El 6 de febrero participaron de la tercera edición del Cosquín Rock. El 28 de junio, la banda regresa nuevamente a Cemento, donde vuelven a tocar el 3 y 9 de agosto, mientras se encontraban grabando este disco, que ya estaba a punto de salir a la calle. El 16 de agosto, la banda regresa al mismo lugar donde arrancó la gira. El 6 de septiembre tocaron en el Teatro Premier. El 12 de septiembre, la banda regresa otra vez a Hangar. 7 días después, la banda participa del Baradero Rock 2003. El 24 de octubre, la banda regresó al estadio de River para participar del debut del Quilmes Rock, en su sexta fecha. El concierto se desarrolló en el playón del estadio. El 1 de noviembre, la banda regresa nuevamente a Hangar. El 22 de noviembre, la banda toca en la Fonda El Viejo Molino. En diciembre, la banda lanza su sexto disco, titulado Ultimando. Fue grabado entre mayo y octubre de 2003. Es el primer álbum con Beto Ceriotti al mando del bajo. Consta de 11 temas. 9 de ellos son escritos por Ricardo Iorio, y dos por Cuchilla Grande. Estos se llaman Yo traigo la semilla y Como estaba ahí Dios. El 12 de diciembre, la banda toca en el Club Talleres de Paraná, y dos días después tocaron en Federico T de Rosario. El 19 de diciembre regresaron a Cemento. 8 días después, la banda regresó después de dos años al estadio Obras para la presentación oficial de Ultimando. El concierto tuvo lugar el 27 de diciembre. Este fue el séptimo concierto en Obras que realizó la banda, el sexto de manera propia. A su vez, este es el primer concierto oficial en este estadio con Beto Ceriotti como bajista de la banda, ya que en el concierto anterior (3 de noviembre de 2001) había participado como invitado en seis temas de aquella noche. Así se termina el año.

### 2004
El 17 de enero comienzan su año número 9 de trayectoria en Cemento. Luego dan shows en Mar del Plata (26 de enero), Villa Gesell (27 de enero) y Mar de Ajó (28 de enero). El 6 de febrero participaron de la cuarta edición del Cosquín Rock. El 20 de marzo regresaron nuevamente a Hangar, por novena y última vez consecutiva. Días después participaron del San Pedro Rock 2004. Al mes posterior volvieron al estadio Obras por octava vez consecutiva. 16 días después debutan por primera vez en Chile, en un concierto que tuvo lugar en La Batuta. Vuelven a Cemento el 22 de mayo. El 11 de junio regresan a La Plata, con un concierto en el Teatro Bar. 7 días después tocaron nuevamente en GAP, y luego en la Fonda El Viejo Molino. El 17 de julio tocaron en República Cromañón, y luego en Temperley y Don Torcuato. El 5 de septiembre participaron de la edición santafesina del Quilmes Rock 2004. Participaron después de la segunda edición del Baradero Rock. 20 días después vuelven a República Cromañón, donde el 30 de diciembre, durante el concierto del grupo de rock Callejeros, murieron 194 personas a causa de un feroz incendio. Despiden el año el 28 de noviembre tocando en Gregorio de Laferrere.

### 2005
El 21 de enero, la banda cumple 10 años, y lo festeja con un concierto en el Autocine de Villa Gesell. El 12 de febrero participan del Cosquín "Siempre" Rock 2005. 15 días después tocaron en Scombrock. El 30 de abril y 21 de mayo hacen dos shows más en el estadio Obras. El 19 y 24 de junio tocaron en Rescate Rock y La Vieja Usina. El 17 de julio tocaron en el San Nicolás Rock 2005, desarrollado en el Club Regatas de la ciudad homónima. Una semana después tocaron en Monumental Rock. El 29 de julio sale el tercer álbum en vivo de la banda, titulado 10 años. Este disco retrata lo mejor de sus presentaciones en el estadio Obras durante el año anterior. El 26 de agosto regresaron a Rescate Rock. El 9 de octubre volvieron por decimoprimera vez al estadio Obras para participar de la primera edición del Pepsi Music. El 6 de noviembre vuelven nuevamente a Scombrock. 19 días después vuelven a Rosario para tocar en el estadio cubierto de Newell's, y participan nuevamente del Baradero Rock. Despiden el año tocando en Palm Beach, GAP y el Teatro Flores.

### 2006
Comienzan un nuevo año de vida tocando el 20 y 29 de enero en Villa Gesell y Cosquín. Tiempo después participaron del Chascomús Rock 2006. El 1 de abril tocaron nuevamente en el Teatro Flores. Un mes después hicieron lo suyo en Willie Dixon. Tocaron luego en el Estudio Norberto Napolitano, en el Teatro Flores y en el Baradero Rock. Así se terminó la gira.

## Conciertos
| Fecha                    | Ciudad                     | País      | Recinto                                  |
| ------------------------ | -------------------------- | --------- | ---------------------------------------- |
| América del Sur          |                            |           |                                          |
| 18 de enero de 2003      | Colegiales                 | Argentina | El Teatro                                |
| 6 de febrero de 2003     | Cosquín                    | Argentina | Plaza Próspero Molina                    |
| 28 de junio de 2003      | Buenos Aires               | Argentina | Cemento                                  |
| 3 de agosto de 2003      | Buenos Aires               | Argentina | Cemento                                  |
| 9 de agosto de 2003      | Buenos Aires               | Argentina | Cemento                                  |
| 16 de agosto de 2003     | Colegiales                 | Argentina | El Teatro                                |
| 6 de septiembre de 2003  | Buenos Aires               | Argentina | Teatro Premier                           |
| 12 de septiembre de 2003 | Buenos Aires               | Argentina | Hangar                                   |
| 19 de septiembre de 2003 | Baradero                   | Argentina | Anfiteatro Municipal                     |
| 24 de octubre de 2003    | Buenos Aires               | Argentina | Estadio Auxiliar River Plate             |
| 1 de noviembre de 2003   | Buenos Aires               | Argentina | Hangar                                   |
| 22 de noviembre de 2003  | Luján                      | Argentina | Fonda El Viejo Molino                    |
| 12 de diciembre de 2003  | Paraná                     | Argentina | Club Talleres                            |
| 14 de diciembre de 2003  | Rosario                    | Argentina | Federico T                               |
| 19 de diciembre de 2003  | Buenos Aires               | Argentina | Cemento                                  |
| 27 de diciembre de 2003  | Buenos Aires               | Argentina | Estadio Obras Sanitarias                 |
| 17 de enero de 2004      | Buenos Aires               | Argentina | Cemento                                  |
| 26 de enero de 2004      | Mar del Plata              | Argentina | GAP                                      |
| 27 de enero de 2004      | Villa Gesell               | Argentina | La Reina                                 |
| 28 de enero de 2004      | Mar de Ajó                 | Argentina | Prix                                     |
| 6 de febrero de 2004     | Cosquín                    | Argentina | Plaza Próspero Molina                    |
| 20 de marzo de 2004      | Buenos Aires               | Argentina | Hangar                                   |
| 3 de abril de 2004       | San Pedro                  | Argentina | Estadio Municipal                        |
| 1 de mayo de 2004        | Buenos Aires               | Argentina | Estadio Obras Sanitarias                 |
| 17 de mayo de 2004       | Santiago de Chile          | Chile     | La Batuta                                |
| 22 de mayo de 2004       | Buenos Aires               | Argentina | Cemento                                  |
| 11 de junio de 2004      | La Plata                   | Argentina | El Teatro Bar                            |
| 18 de junio de 2004      | Mar del Plata              | Argentina | GAP                                      |
| 19 de junio de 2004      | Luján                      | Argentina | Fonda El Viejo Molino                    |
| 17 de julio de 2004      | Buenos Aires               | Argentina | República Cromañón                       |
| 21 de agosto de 2004     | Don Torcuato               | Argentina | Estadio del Bono                         |
| 5 de septiembre de 2004  | Santa Fe                   | Argentina | Estadio Universidad Tecnológica          |
| 12 de septiembre de 2004 | Baradero                   | Argentina | Anfiteatro Municipal                     |
| 25 de septiembre de 2004 | Buenos Aires               | Argentina | República Cromañón                       |
| 28 de noviembre de 2004  | Gregorio de Laferrere      | Argentina | Predio Mayor                             |
| 21 de enero de 2005      | Villa Gesell               | Argentina | Autocine                                 |
| 12 de febrero de 2005    | Cosquín                    | Argentina | Plaza Próspero Molina                    |
| 27 de febrero de 2005    | José C. Paz                | Argentina | Scombrock                                |
| 30 de abril de 2005      | Buenos Aires               | Argentina | Estadio Obras Sanitarias                 |
| 21 de mayo de 2005       | Buenos Aires               | Argentina | Estadio Obras Sanitarias                 |
| 19 de junio de 2005      | San Martín                 | Argentina | Rescate Rock                             |
| 24 de junio de 2005      | Córdoba                    | Argentina | La Vieja Usina                           |
| 17 de julio de 2005      | San Nicolás de los Arroyos | Argentina | Club Regatas                             |
| 24 de julio de 2005      | Moreno                     | Argentina | Monumental Rock                          |
| 26 de agosto de 2005     | San Martín                 | Argentina | Rescate Rock                             |
| 9 de octubre de 2005     | Buenos Aires               | Argentina | Estadio Obras Sanitarias (al aire libre) |
| 6 de noviembre de 2005   | José C. Paz                | Argentina | Scombrock                                |
| 25 de noviembre de 2005  | Rosario                    | Argentina | Estadio cubierto Newell's Old Boys       |
| 26 de noviembre de 2005  | Baradero                   | Argentina | Anfiteatro Municipal                     |
| 2 de diciembre de 2005   | Córdoba                    | Argentina | Palm Beach                               |
| 9 de diciembre de 2005   | Mar del Plata              | Argentina | GAP                                      |
| 23 de diciembre de 2005  | Flores                     | Argentina | El Teatro                                |
| 20 de enero de 2006      | Villa Gesell               | Argentina | Autocine                                 |
| 29 de enero de 2006      | Cosquín                    | Argentina | Comuna San Roque                         |
| 12 de marzo de 2006      | Chascomús                  | Argentina | Polideportivo Municipal                  |

## Formación
- Ricardo Iorio - Voz
- Claudio Marciello - Guitarra
- Beto Ceriotti - Bajo
- Bin Valencia - Batería